# Dicranota shushna
Dicranota shushna är en tvåvingeart som beskrevs av Alexander 1961. Dicranota shushna ingår i släktet Dicranota och familjen hårögonharkrankar. Inga underarter finns listade i Catalogue of Life.